# Lost Experience
Lost Experience a fost un joc alternativ, parte a serialului de televiziune Lost. Programul, creat de Jordan Rosenberg și lansat de Carlton Cuse, a fost jucat în timpul sezonului doi al serialului în Marea Britanie și în pauza de vară în Statele Unite.